# Блеона
Блеона Ћерети (алб. Bleona Qereti; Корча, 14. мај 1979) албанска и америчка је певачица, текстописац, глумица, предузетница, манекенка и телевизијска личност.

## Биографија
Рођена је 14. маја 1979. у Корчи. Са пет година је почела да пева, а с девет година је одржала први концерт за обавештајну службу Албаније, где јој је отац радио. Са 14 година је добила улогу певачице у позоришту у Елбасану. Служи се албанским, енглеским, италијанским и немачким језиком. Живи и ради у Калифорнији.

## Дискографија
Студијски албуми
- (1997)
- (1999)
- (2001)
- (2002)
- (2003)
- (2005)
- (2005)
- (2007)